# Bouée

Bouée este o comună în departamentul Loire-Atlantique, Franța. În 2009 avea o populație de 840 de locuitori.